# Smalnäbbad uppnäbb
Smalnäbbad uppnäbb (Xenops tenuirostris) är en fågel i familjen ugnfåglar inom ordningen tättingar.

## Utseende och läte
Smalnäbbade uppnäbben är en liten och brun fågel med som namnet avslöjar uppåtböjd näbb. Vidare har den ett vitt mustaschstreck och svag streckning på undersida och rygg. Sången består av fyra till sex ljusa toner som faller i tonhöjd på slutet, kraftfull men tunn vilket gör att den lätt förbises. 

## Utbredning och systematik
Smalnäbbad uppnäbb delas in i tre underarter med följande utbredning:
- Xenops tenuirostris acutirostris – förekommer från sydöstra Colombia till södra Venezuela, östra Ecuador och nordöstra Peru
- Xenops tenuirostris hellmayri – förekommer i Franska Guyana, Surinam och nordligaste Brasilien (Roraima)
- Xenops tenuirostris tenuirostris – förekommer från södra Venezuela till östra Peru, norra Bolivia och Amazonområdet i Brasilien

## Levnadssätt
Smalnäbbad uppnäbb hittas i regnskog. Där slår den följe med kringvandrande artblandade flockar i skogens trädkronor. Den använder sin näbb för att hacka in i döda kvistar och klängväxter på jakt efter insekter, men kan också tillfälligtvis ses klättra på större grenar och leta i barksprickor likt en trädklättrare.

## Status
Arten har ett stort utbredningsområde och beståndet anses vara stabilt. Internationella naturvårdsunionen IUCN listar den därför som livskraftig (LC).